# Courbesseaux
Courbesseaux est une commune française située dans le département de Meurthe-et-Moselle, en région Grand Est.

## Géographie
Le territoire de la commune est limitrophe de 5 communes.
|                           | Réméréville  | Hoéville |
| Réméréville Gellenoncourt | Courbesseaux | Serres   |
| Gellenoncourt             | Drouville    |          |

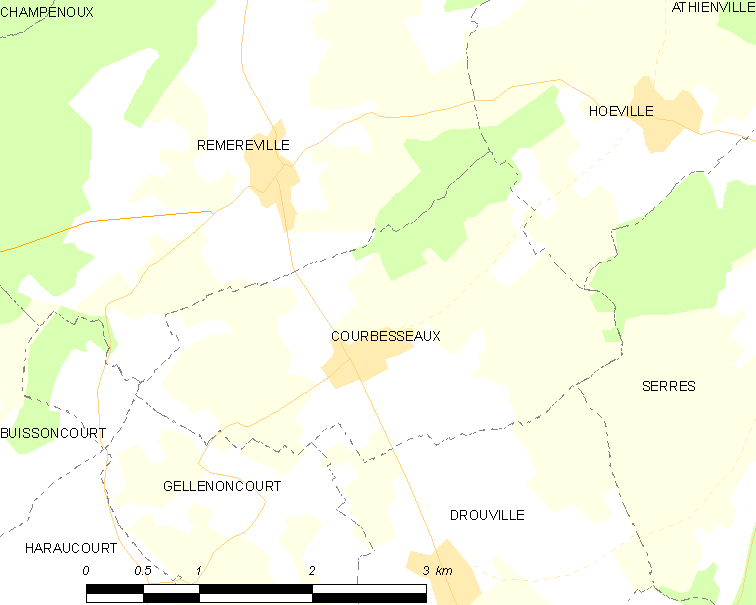
Carte de la commune.
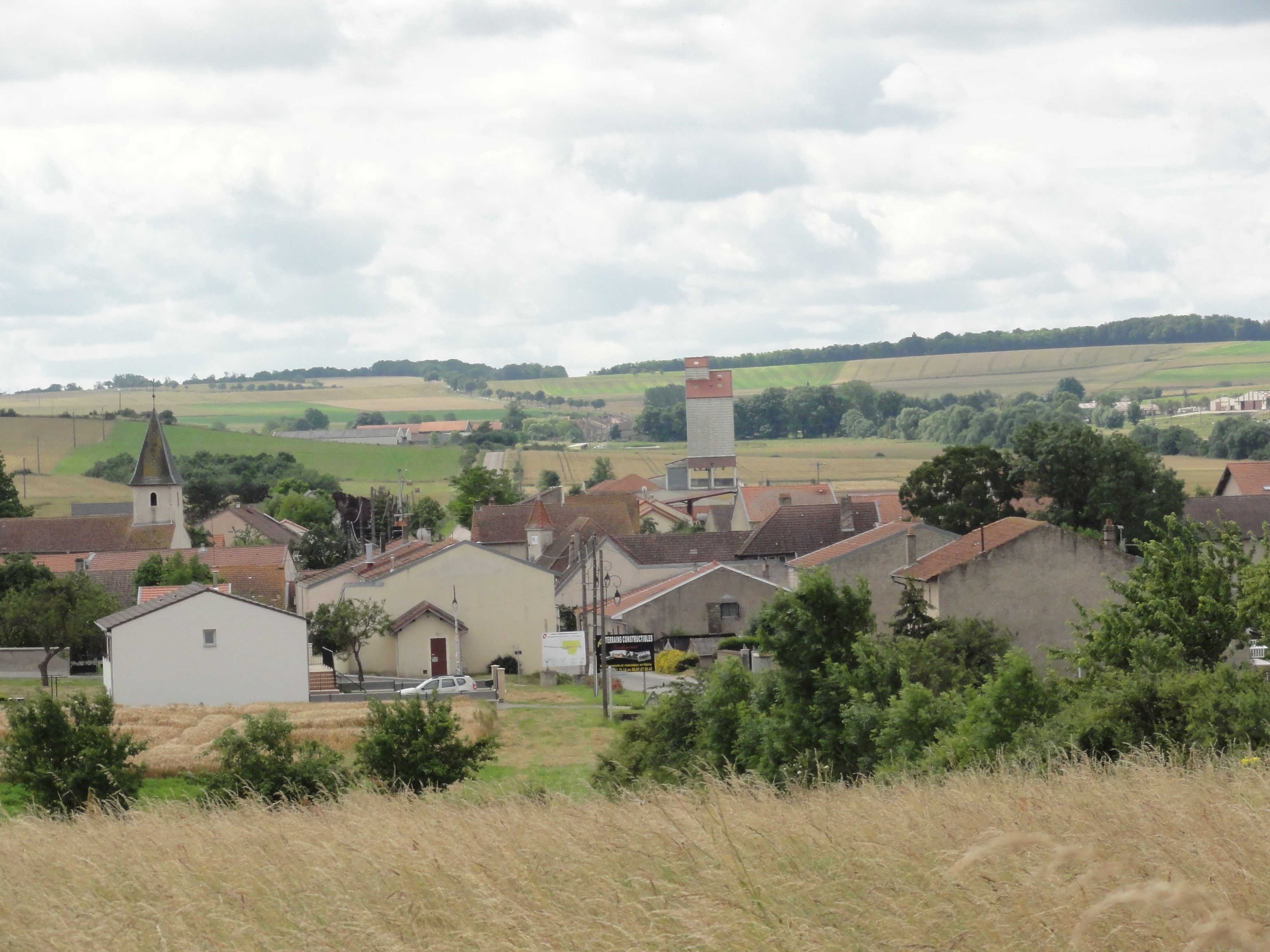
Vue du village.
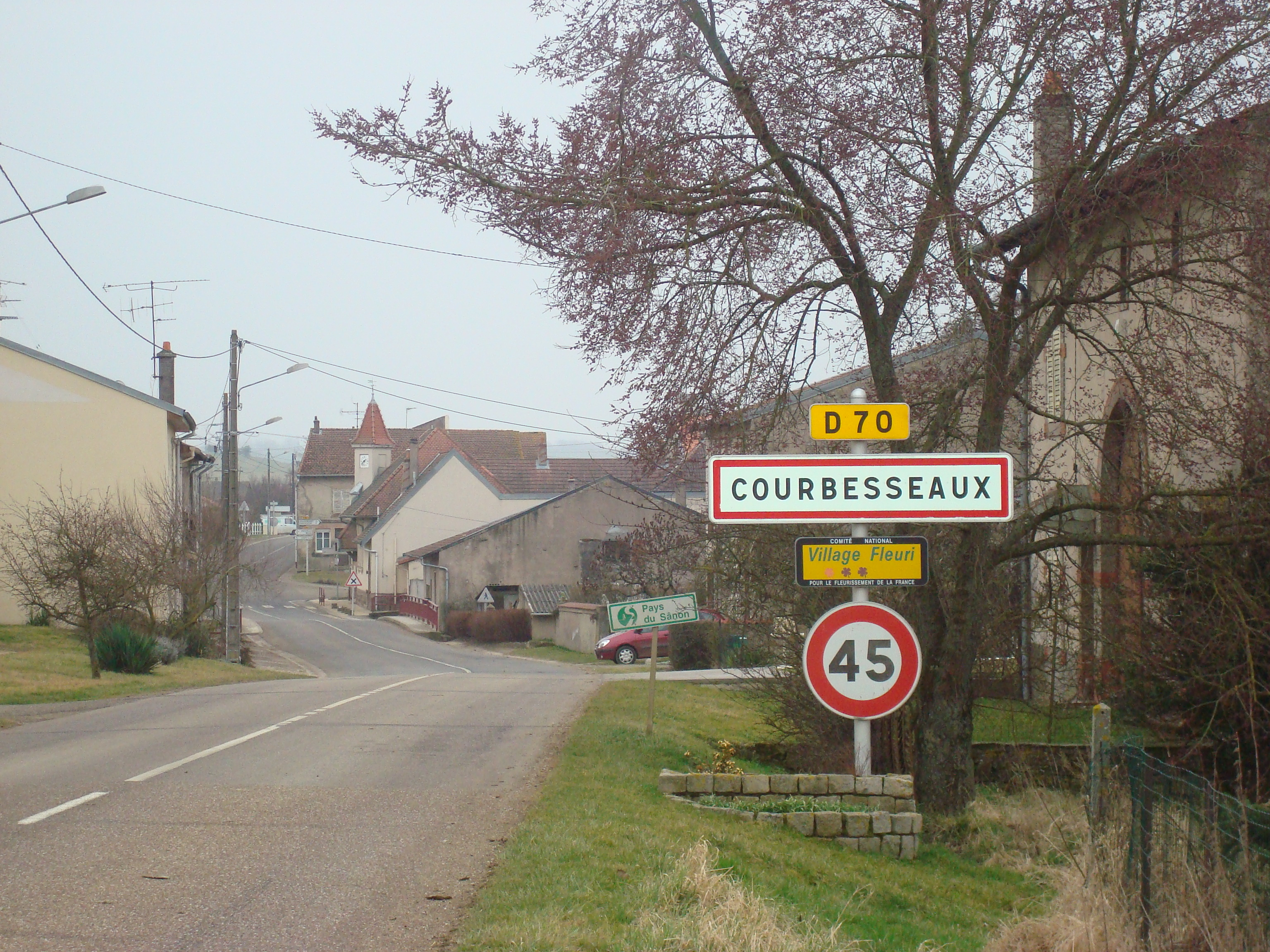
Entrée de Courbesseaux.
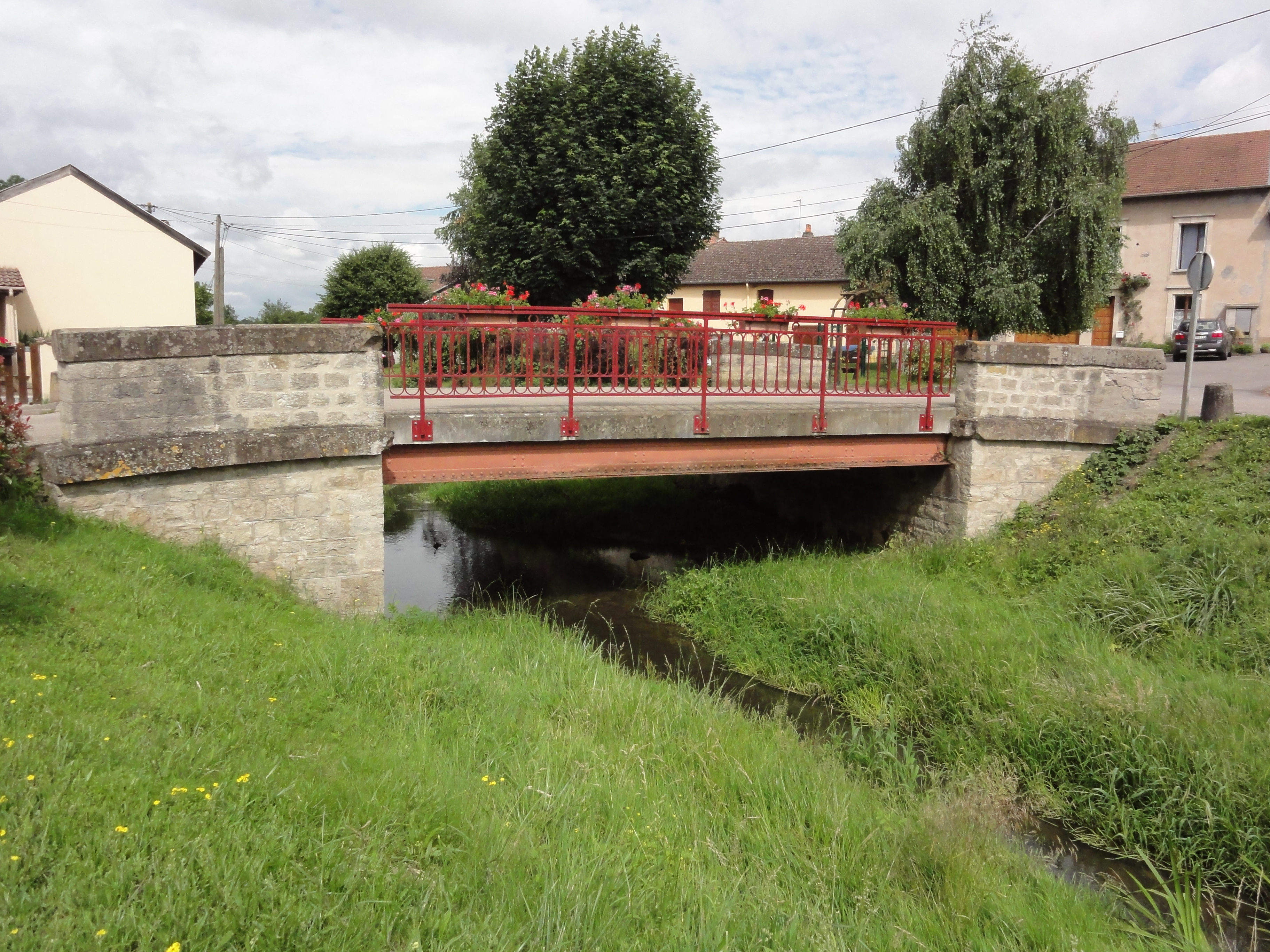
Pont de la Roanne.

### Hydrographie
La commune est dans le bassin versant du Rhin au sein du bassin Rhin-Meuse. Elle est drainée par la Roanne, le ruisseau de la Praye et le ruisseau de l'Accord,.
La Roanne, d'une longueur de 16 km, prend sa source dans la commune de Hoéville et se jette  dans la Meurthe à Saint-Nicolas-de-Port, après avoir traversé neuf communes. 

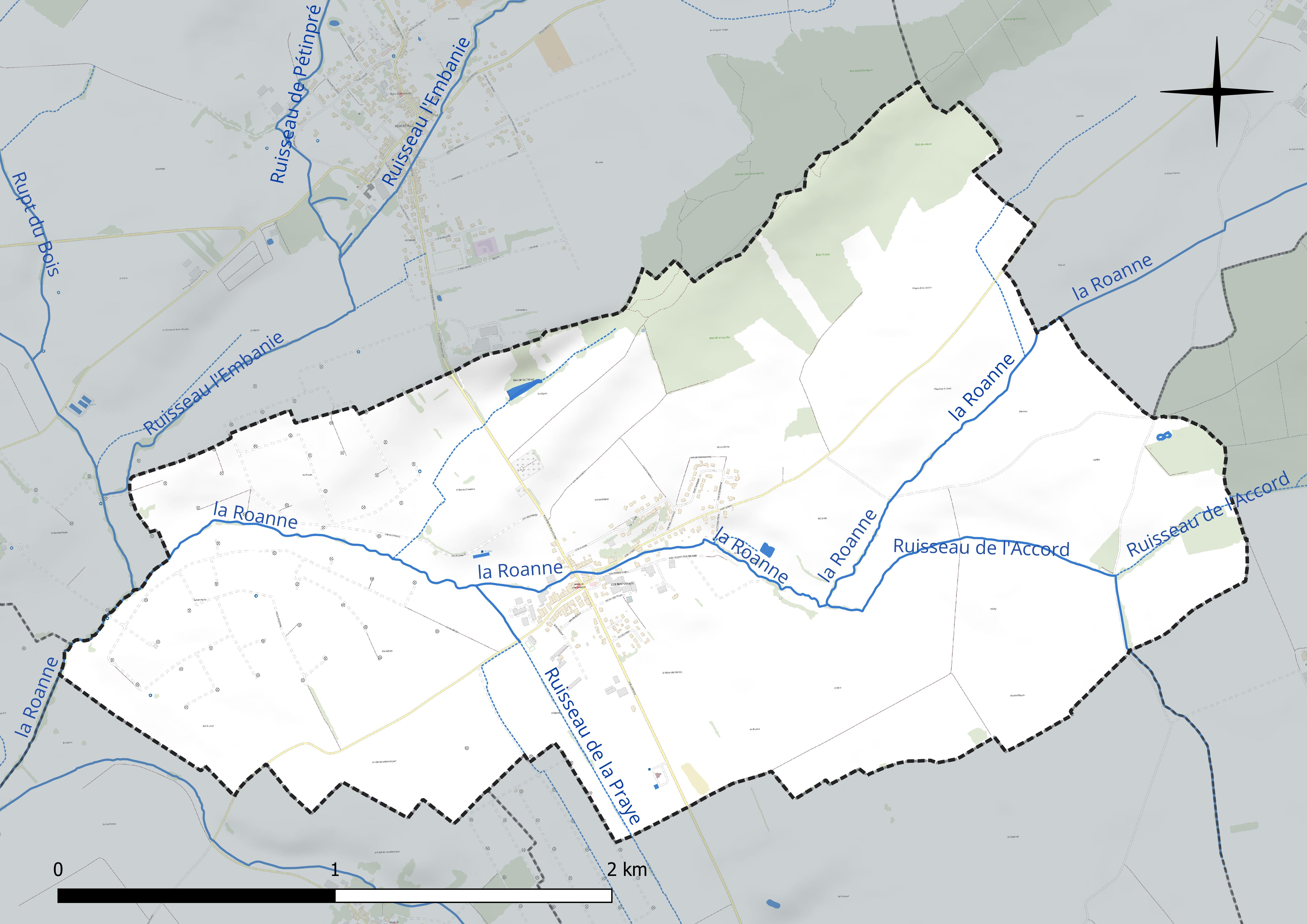
Réseau hydrographique de Courbesseaux.

### Climat
Pour des articles plus généraux, voir Climat du Grand Est et Climat de Meurthe-et-Moselle.
En 2010, le climat de la commune est de type climat océanique dégradé des plaines du Centre et du Nord, selon une étude du Centre national de la recherche scientifique s'appuyant sur une série de données couvrant la période 1971-2000. En 2020, Météo-France publie une typologie des climats de la France métropolitaine dans laquelle la commune est exposée à un climat semi-continental et est dans la région climatique  Lorraine, plateau de Langres, Morvan, caractérisée par un hiver rude (1,5 °C), des vents modérés et des brouillards fréquents en automne et hiver. 
Pour la période 1971-2000, la température annuelle moyenne est de 9,8 °C, avec une amplitude thermique annuelle de 16,9 °C. Le cumul annuel moyen de précipitations est de 742 mm, avec 11,9 jours de précipitations en janvier et 9,3 jours en juillet. Pour la période 1991-2020, la température moyenne annuelle observée sur la station météorologique de Météo-France la plus proche, « Nancy-Essey », sur la commune de Tomblaine à 13 km à vol d'oiseau, est de 11,0 °C et le cumul annuel moyen de précipitations est de 746,3 mm. 
La température maximale relevée sur cette station est de 40,1 °C, atteinte le 24 juillet 2019 ; la température minimale est de −24,8 °C, atteinte le 21 février 1956,,. 
Les paramètres climatiques de la commune ont été estimés pour le milieu du siècle (2041-2070) selon différents scénarios d'émission de gaz à effet de serre à partir des nouvelles projections climatiques de référence DRIAS-2020. Ils sont consultables sur un site dédié publié par Météo-France en novembre 2022.

## Urbanisme

### Typologie
Au 1er janvier 2024, Courbesseaux est catégorisée commune rurale à habitat dispersé, selon la nouvelle grille communale de densité à sept niveaux définie par l'Insee en 2022.
Elle est située hors unité urbaine. Par ailleurs la commune fait partie de l'aire d'attraction de Nancy, dont elle est une commune de la couronne,. Cette aire, qui regroupe 353 communes, est catégorisée dans les aires de 200 000 à moins de 700 000 habitants,.

### Occupation des sols
L'occupation des sols de la commune, telle qu'elle ressort de la base de données européenne d’occupation biophysique des sols Corine Land Cover (CLC), est marquée par l'importance des territoires agricoles (85,4 % en 2018), en diminution par rapport à 1990 (86,7 %). La répartition détaillée en 2018 est la suivante : 
terres arables (56,7 %), prairies (28,7 %), forêts (9,4 %), zones urbanisées (5,2 %). L'évolution de l’occupation des sols de la commune et de ses infrastructures peut être observée sur les différentes représentations cartographiques du territoire : la carte de Cassini (XVIIIe siècle), la carte d'état-major (1820-1866) et les cartes ou photos aériennes de l'IGN pour la période actuelle (1950 à aujourd'hui).

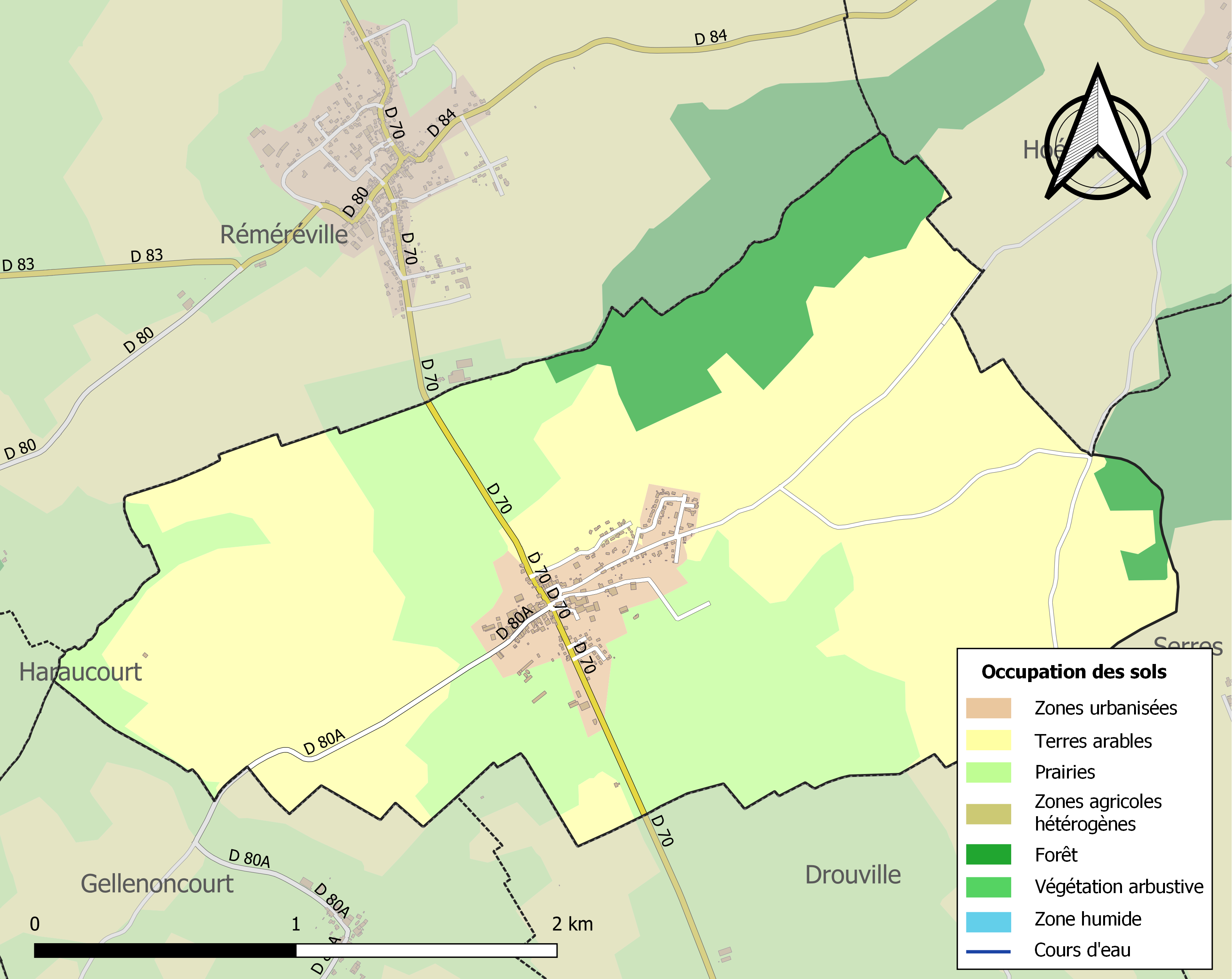
Carte des infrastructures et de l'occupation des sols de la commune en 2018 (CLC).

## Toponymie

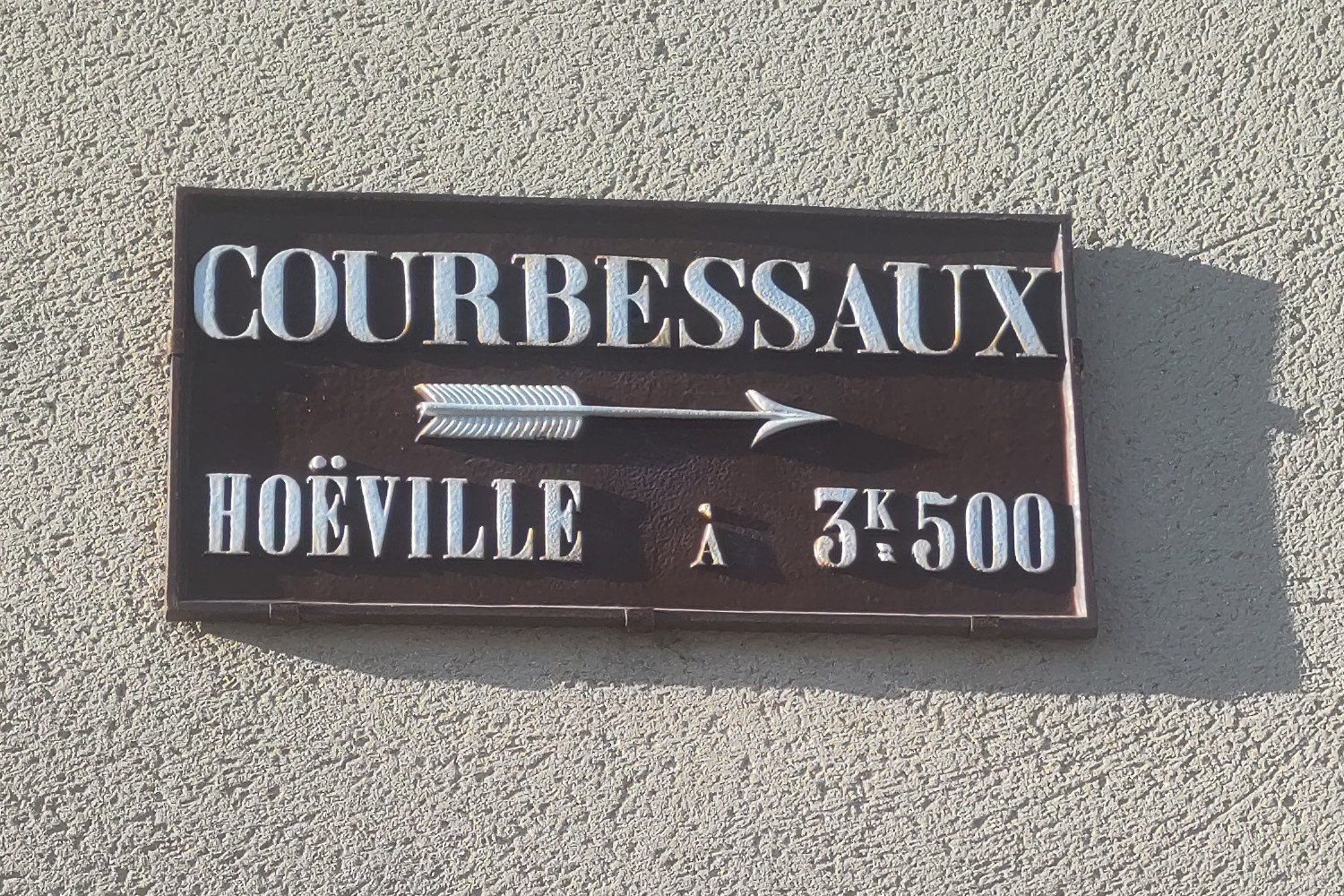
Panneau de direction du XIX^{e} siècle appelé «plaque de cochers»

Dans les documents anciens recensés par Henri Lepage, on trouve les graphies suivantes :  Corbesal entre 1200-1260 ; Courbessal en 1284 ; Corbessauz en 1296 ; Corbeçalz en 1298 ; Courbesal en 1319.
Dans la langue locale, le nom du village se prononce Crebsoau,. C'est aussi le gentilé patois.
On remarque sur la plaque de cochers que Courbesseaux est écrit avec un seul [e] et que Hoéville prend un tréma. 
Dans le quartier Rives de Meurthe à Nancy, il existe le sentier de Courbesseaux, perpendiculaire à la rue Vayringe, il mène à une ancienne voie de chemin de fer. 

## Histoire
En 1289, l'évêque de Metz et le duc de Lorraine conviennent que la forteresse de Courbessault resterait leur bien commun.
En 1320, l'écuyer Vathier de Vy (Vic-sur-Seille) et son épouse se reconnaissent hommes-lige du duc de Lorraine en reprenant les villages de Réméréville et de Courbesseaux.
Dans un document en date du 22 janvier 1594, on lit que les habitants de Courbesseaux bénéficient d'un droit assez rare en Lorraine. Il s'agit du « droit de tourner la thuille ».  Ce particularisme leur donne le droit de choisir entre deux seigneuries, moyennant le paiement de deux soles et six deniers.  En fonction de leurs intérêts, ils peuvent soit devenir sujet du seigneur d'Hoéville, soit de la forteresse de Courbesseaux. Ils ont aussi le droit de « contretourner la thuille », c'est-à-dire de revenir dans la seigneurie initiale. Bien que très rare, ce droit de « tourner la tuile » n'est pas inédit puisqu'on le retrouve, à peu près à la même époque, à Burthecourt-aux-Chênes et dans quelques villages de la seigneurie de Blâmont. À Dombasle-Sur-Meurthe, il s'appelle le « droit de contre-mont ». Ce droit donnait lieu à « une chasse aux jeunes mariés » par les seigneurs de Courbesseaux, Hoéville et Réméréville. Le premier d'entre eux qui posait la verge sur l'épaule du jeune marié possédait ce couple de nouveaux contribuables. 
Dans le document de 1594, on comprend que Coubesseaux est rattaché à la « mairie de Réméréville » comme Velaine-sous-Amance et Erbéviller-sur-Amezule. Cependant, Coubesseaux ayant son propre sergent de ville, le « maieur » (maire) de Réméréville n'a aucune autorité sur les habitants de Courbesseaux.
En 1632, le roi (?) est haut, moyen et bas justicier à Courbesseaux. Si l'on parle de roi, il ne peut s'agir que du roi de France ce qui signifie que le village dépendait alors du bailliage de Vic, annexé comme le reste de la principauté épiscopale de Metz. Courbesseaux n'était donc pas dans le duché de Lorraine à cette période.
Le 1er janvier 1907, un bureau téléphonique est ouvert dans la commune.
Le village a été rasé pendant la  guerre de 1914-1918 et son territoire a été le théâtre de violents combats. Il a été le quartier général de la contre-attaque du général Édouard de Castelnau le 25 août 1914.  Le 15 novembre, la Préfecture de Meurthe-et-Moselle publie les résultats d'une visite du Préfet dans les communes sinistrées. Courbesseaux compte 46 personnes civiles disparues ou emmenées en otages et 34 maisons totalement incendiées.
Le monument au morts de Courbesseaux est inauguré le 24 août 1924. La cérémonie est présidée par le général de Castelnau.
Le 8 décembre 1928, les travaux d'adduction d'eau potable sont mis en adjudication.
Le décret du 22 décembre 1989 institue une concession de mines de sel appelées concession de Champenoux dans laquelle une partie du territoire de Courbesseaux est inclus.

### Blessures de guerre peu banales
Le 25 août 1914, un soldat français est blessé à Courbesseaux ; il reçoit 41 balles de mitrailleuse dans la jambe gauche, entre la cheville et la hanche. Son fémur et son tibia sont épargnés. Après un long séjour à l’hôpital et des interventions chirurgicales, il est rétablit et retourne au combat en décembre 1914. 

### Langue régionale
Dans son dictionnaire de l'ancienne langue française et de tous ses dialectes du IXe au XVe siècle, Frédéric Godefroy aborde le mot « nice », passé à l'anglais et oublié en français moderne mais qui s'est maintenu dans de nombreux dialectes. Il cite turbulent comme sens donné à ce mot à Courbesseaux.
Le dictionnaire des patois lorrains de Lucien Adam fut publié en 1881. L'auteur s'est appuyé sur la contribution d'érudits locaux répartis dans les trois départements lorrains. Parmi ceux-ci, il y avait M. Nicolas, instituteur à Courbesseaux qui a communiqué un manuscrit sur le patois de Courbesseaux. Ses notes sont archivées à la bibliothèque municipale de Nancy.
De son côté, Étienne Olry (1830-1885) a relevé un dicton météorologique et humoristique de Courbesseaux :
Es chandoles, quand lo slo bèille, lo loup onteure dans sè grotte pou hheille semaines ; quand i'n'beille me, c'ost pour quarante jonées :
à la chandeleur, quand le soleil brille, le loup entre dans sa tanière pour six semaines ; quand il ne brille pas, c'est pour quarante jours.

## Politique et administration
| Période                                  | Période             | Identité             | Étiquette | Qualité                                |
| ---------------------------------------- | ------------------- | -------------------- | --------- | -------------------------------------- |
| Les données manquantes sont à compléter. |                     |                      |           |                                        |
| Avant mars 1811                          |                     | Simonin              |           |                                        |
| Avant janvier 1817                       | après novembre 1826 | Voinier              |           |                                        |
| avant avril 1840                         | après Juillet 1852  | François Geoffroy    |           | Cultivateur                            |
| Février 1881                             |                     | Geoffroy             |           |                                        |
| Avant janvier 1895                       | après juillet 1914  | Gobert               |           |                                        |
|                                          | août 1926           | Charles Rousseau     |           | Entrepreneur décédé en cours de mandat |
| Avant août 1932                          | après août 1949     | Kurtz                |           |                                        |
|                                          |                     |                      |           |                                        |
| mars 2001                                | mars 2008           | Bruno Abballe        |           |                                        |
| mars 2008                                | décembre 2015       | Bernard Eigelthinger |           |                                        |
| mars 2016                                | En cours            | Fabrice Boyer        |           | Agriculteur sur petite exploitation    |

## Population et société

### Démographie
L'évolution du nombre d'habitants est connue à travers les recensements de la population effectués dans la commune depuis 1793. Pour les communes de moins de 10 000 habitants, une enquête de recensement portant sur toute la population est réalisée tous les cinq ans, les populations de référence des années intermédiaires étant quant à elles estimées par interpolation ou extrapolation. Pour la commune, le premier recensement exhaustif entrant dans le cadre du nouveau dispositif a été réalisé en 2006.

En 2022, la commune comptait 388 habitants, en évolution de +16,17 % par rapport à 2016 (Meurthe-et-Moselle : −0,13 %, France hors Mayotte : +2,11 %).
| 1793 | 1800 | 1806 | 1821 | 1831 | 1836 | 1841 | 1846 | 1851 |
| ---- | ---- | ---- | ---- | ---- | ---- | ---- | ---- | ---- |
| 192  | 245  | 267  | 268  | 272  | 299  | 322  | 365  | 327  |

| 1856 | 1861 | 1872 | 1876 | 1881 | 1886 | 1891 | 1896 | 1901 |
| ---- | ---- | ---- | ---- | ---- | ---- | ---- | ---- | ---- |
| 310  | 302  | 260  | 255  | 246  | 241  | 221  | 227  | 225  |

| 1906 | 1911 | 1921 | 1926 | 1931 | 1936 | 1946 | 1954 | 1962 |
| ---- | ---- | ---- | ---- | ---- | ---- | ---- | ---- | ---- |
| 220  | 182  | 151  | 126  | 118  | 131  | 114  | 108  | 101  |

| 1968 | 1975 | 1982 | 1990 | 1999 | 2006 | 2011 | 2016 | 2021 |
| ---- | ---- | ---- | ---- | ---- | ---- | ---- | ---- | ---- |
| 96   | 127  | 187  | 184  | 190  | 202  | 278  | 334  | 381  |

| 2022 | - | - | - | - | - | - | - | - |
| ---- | - | - | - | - | - | - | - | - |
| 388  | - | - | - | - | - | - | - | - |

## Culture locale et patrimoine

### Lieux et monuments
- Église Sainte-Croix XVIIIe siècle.
- Cimetière militaire national de 1914-1918[51]
- Dans le cimetière militaire : soldat mort pour la France lors de la bataille du Grand Couronné et stèle à la mémoire du général Édouard de Castelnau. (Voir également le cimetière de Champenoux).

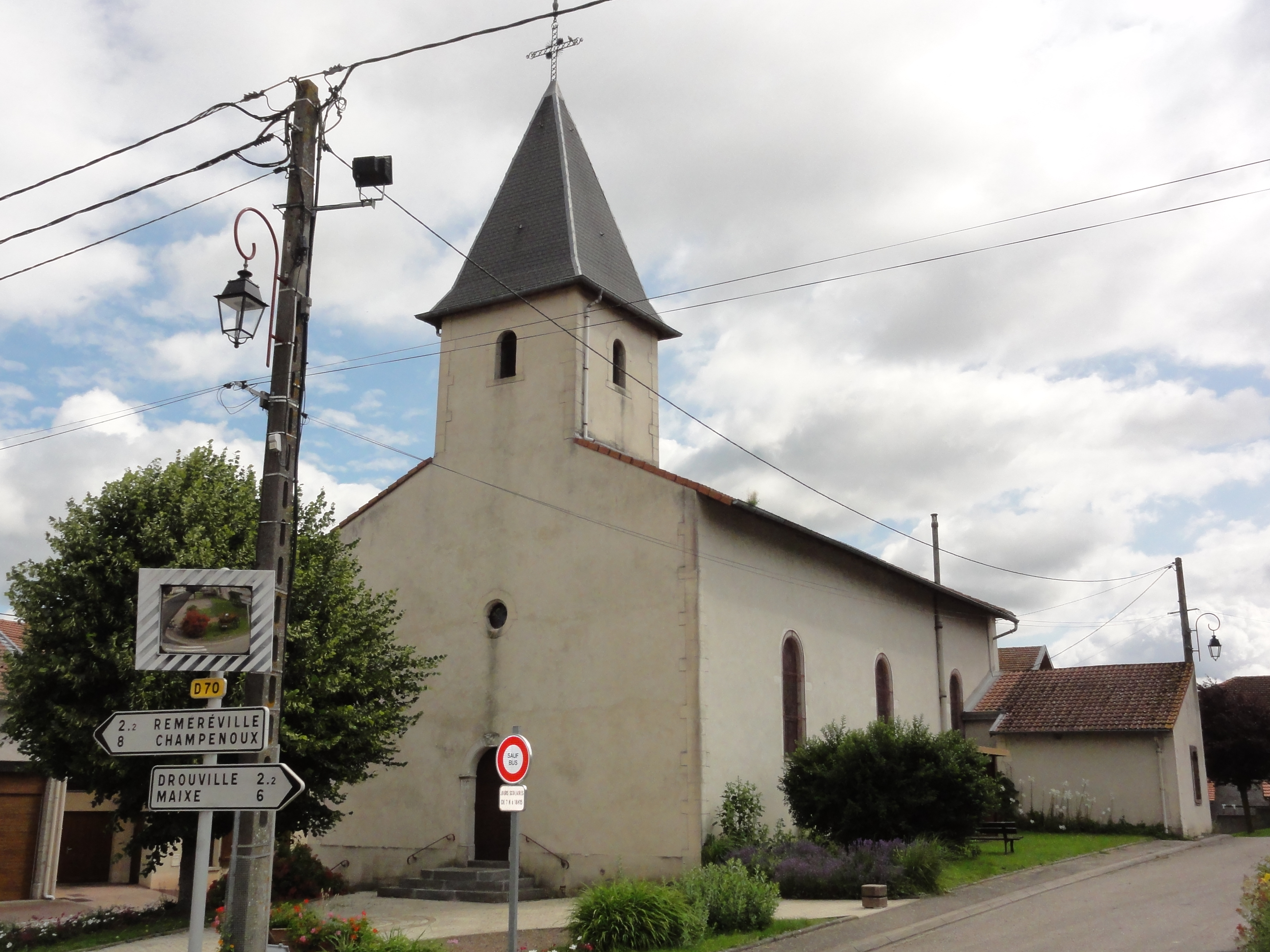
Église Sainte-Croix.
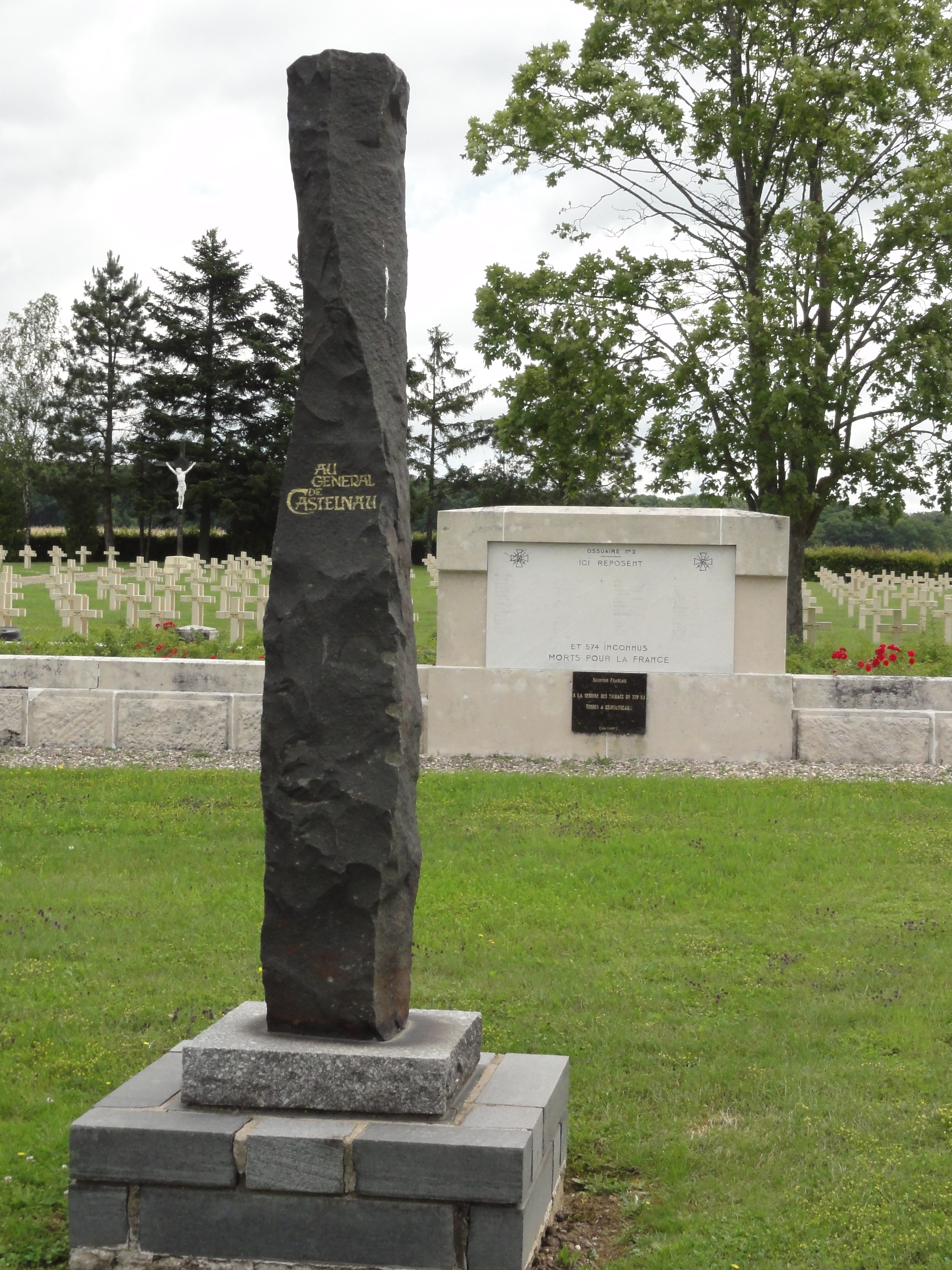
Nécropole nationale Courbesseaux.
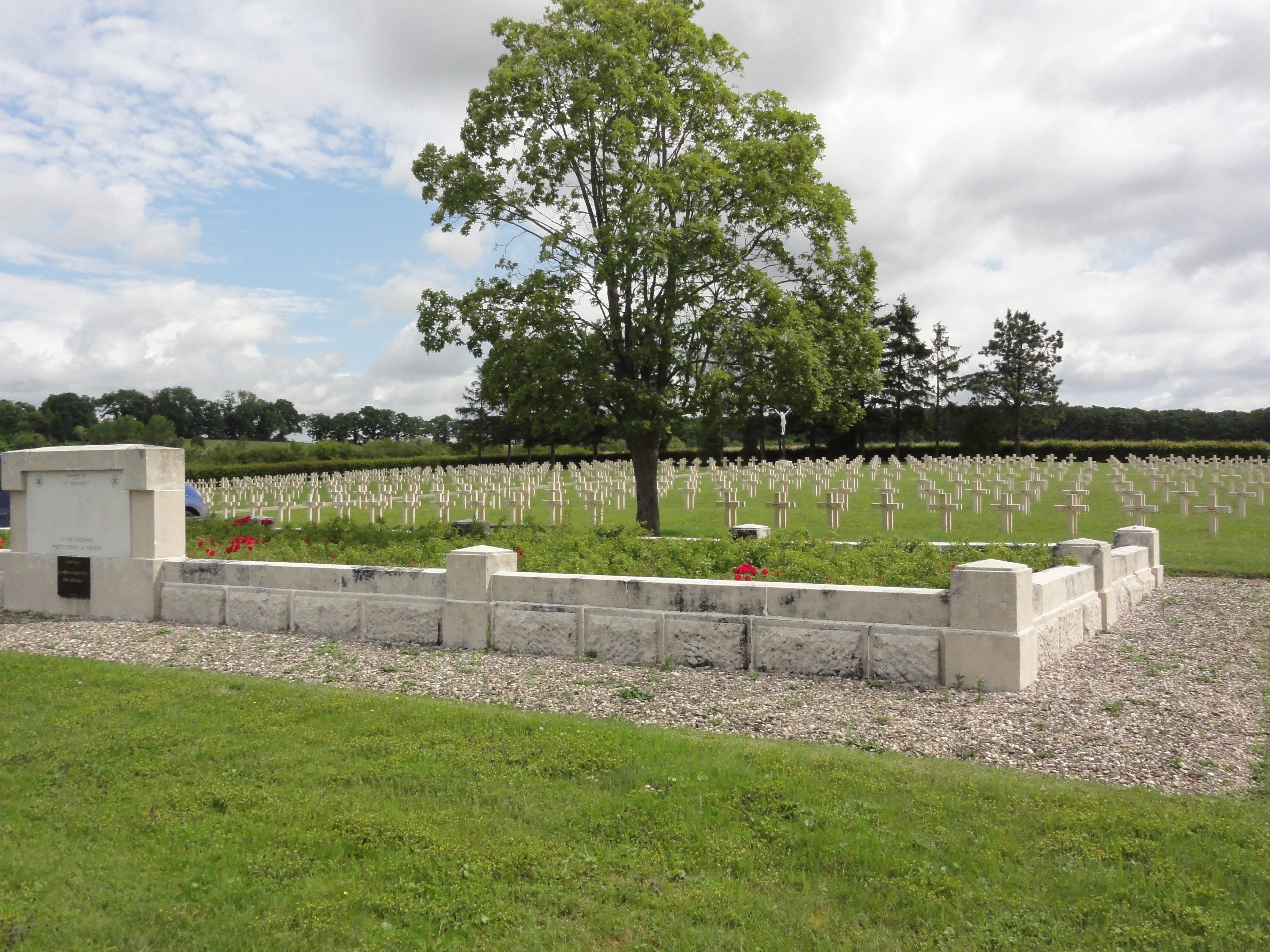
Nécropole nationale Courbesseaux.

### Personnalités liées à la commune
- Édouard de Castelnau (1851-1944), général français qui fut commandant d'armée et chef d'état major du généralissime Joffre durant la Première Guerre mondiale.
- Charles Poirel (1873-1940), général de brigade né à Courbesseaux, une rue à sa mémoire y porte son nom.
- Frédéric Charpin (1883-1914), journaliste, tué à Courbesseaux le 25 août 1914. Son nom est inscrit au Panthéon parmi les 560 écrivains morts au combat pendant la Première Guerre mondiale.

### Héraldique
| Blason de Courbesseaux | Blason  | De gueules à la bande ondée d’argent, chargée en chef d’une étoile d’azur, accompagnée en chef d’un épi de blé feuillé d’or, et en pointe d’un canon d’argent affûté de même. |
| Blason de Courbesseaux | Détails | Différences entre dessin et blasonnement : étoile à plomb ou pas ?. voir explications.                                                                                        |